# Santali
Santali (auch Santhali) ist die meistgesprochene Sprache der Munda-Untergruppe der austroasiatischen Sprachfamilie.

## Verbreitung
Die Sprecher des Santali gehören dem Adivasi-Stamm der Santal an. Die meisten von ihnen leben im Osten und Nordosten Indiens. Nach der Volkszählung 2011 gibt es in Indien rund 7,4 Millionen muttersprachliche Sprecher des Santali. Davon leben 3,3 Millionen im Bundesstaat Jharkhand, 2,4 Millionen in Westbengalen, 860.000 in Odisha, 460.000 in Bihar, 210.000 in Assam und 100.000 in Maharashtra. Das Santali ist auf überregionaler Ebene als eine von 22 Verfassungssprachen Indiens anerkannt. Kleinere Gruppen von Santali-Sprechern leben auch in Bangladesch (geschätzt 220.000) und Nepal (50.000 laut der Volkszählung 2011).
Maina Tudu ist eine bekannte Lyrikerin, die ihre Texte in Santali verfasst.

## Schrift
Der Norweger Paul Olaf Bodding übersetzte die Bibel in die Santalisprache (1914 vollendet) und etablierte damit das lateinische Alphabet, das noch heute häufig verwendet wird. Daneben wird Santali aber je nach Region auch in bengalischer Schrift, Oriya-Schrift oder Devanagari geschrieben. Da die Vielzahl der verwendeten Schriftsysteme die Entwicklung und Standardisierung der Sprache behinderte, schuf der Pädagoge Pandit Raghunath Murmu 1925 ein eigenes, den phonetischen Besonderheiten des Santali gerecht werdendes Alphabet, das als Ol Chiki oder Ol Cemet’ bekannt ist. Im Gegensatz zu den indischen Abugida-Schriften ist es, wie das lateinische Alphabet, eine reine Buchstabenschrift. Problematisch für die Verbreitung dieses Alphabets ist jedoch die niedrige Alphabetisierungsquote unter der Santal-Bevölkerung, die bei unter 28 Prozent liegt.
Für die Wikipedia entschieden die Santali sich für die Verwendung des Ol Chiki als Schriftsystem. Im August 2018 wurde Santali damit die erste Sprache einer Adivasi-Gruppe, die eine Wikipedia-Version in einem eigenen Schriftsystem hat.